# ديريك راسيل
ديريك راسيل (بالإنجليزية: Derek Russell)‏ هو لاعب كرة قدم أمريكية أمريكي، ولد في 22 يوليو 1969 في ليتل روك في الولايات المتحدة.